# Seroma
Un seroma es la acumulación de grasa líquida, suero y linfa en una área del cuerpo en donde se ha producido un traumatismo o se ha practicado una cirugía y usualmente se forma debajo de una herida quirúrgica reciente. Es una complicación frecuente, benigna, pero muy molesta para el paciente y se manifiesta como una tumefacción en la piel bien circunscrita, molestia a la presión y salida de líquido por la herida.
La aparición de seromas es más frecuente en individuos obesos sometidos a abdominoplastia con liposucción que en aquellos pacientes bajo el mismo procedimiento, pero con peso corporal normal.

## Etiología
Su origen puede ser por dos mecanismos:
1. Necrosis de grasa secundaria al traumatismo la cual se licúa y se acumula.
2. La lesión o resección de vasos linfáticos lo cual trastorna el drenaje linfático y se produce acumulación de líquido linfático.

## Topografía
Se localizan en la capa subcutánea de la piel debajo de la dermis en cualquier parte del cuerpo. Son complicaciones menores pero frecuentes en mastectomías, corrección de hernias y en general procedimientos de cirugía plástica.
Se debe distinguir del hematoma, los abscesos y tumefacciones por herniación o eventración de tejidos.

## Complicaciones
La más temida es la infección dando lugar a un absceso. También pueden volverse persistentes y al encapsularse formar quistes. Su presencia dificulta la cicatrización dando lugar a cicatrices irregulares.

## Prevención y tratamiento
La atención adecuada de la herida quirúrgica con vendajes compresivos y uso de drenes o drenajes aspirativos son las únicas maneras de prevenir un seroma no siempre efectivos, y usos de adhesivos tisulares, como gel de fibrina o similares, para ese propósito se encuentra aún en etapas de experimentación.

## Fomento al autocuidado
La educación para la salud sirve para orientar al paciente post-operado en cuestión a signos de alarma con relación a su herida quirúrgica, lo cual es de suma importancia, puesto que mediante ello se puede detectar oportunamente una complicación, esto ayuda para proceder de forma inmediata y eficaz beneficiando al paciente.
La correcta práctica del autocuidado permite identificar las siguientes señales de alarma, tras las cuales el paciente deberá acudir inmediatamente al médico para un tratamiento oportuno:	
- Aumento en la cantidad de líquido
- Enrojecimiento o  sensibilidad en la zona intervenida.
- Inflamación.

•Señales de infección:
- Fiebre de 100.4 °F (38 °C) o superior, o según le indique su proveedor de atención médica.
- Calor en la piel en la zona del seroma.
- Aumento del dolor en el seroma.
- Enrojecimiento o hinchazón en aumento.

•Secreción blancuzca, de color o con mucha sangre procedente del seroma (la secreción clara o ligeramente manchada de sangre es normal).
Una vez se presenta el seroma puede reabsorberse pero en muchos casos debe ser drenado generalmente mediante punciones repetidas. A veces son recurrentes o persistentes (30 %) y requieren evacuación abierta. Si se encapsulan y se forman quistes se tratan con resección.
Si el seroma se infecta puede necesitarse dejar cicatrizar la herida abierta o por segunda intención.